# Чотирбоки
Чоти́рбоки — село в Україні, в Ленковецькій сільській територіальній громаді Шепетівського району Хмельницької області. Населення становить близько 1000 осіб (станом на 2024 рік).

## Географія
В центрі села є ставок, через який протікає річка Безіменна, яка між Вишневим і Коськівим впадає у річку Хомору, ліву притоку Случі.

## Історія
Родючий чорнозем та багата рослинність з давніх-давен приваблювали людей, які тут селилися. Історичною датою утворення села вважається 1480-й рік. Назва села пішла від того, що спочатку були заселені чотири береги  двох річечок, які перетинають одна одну.
З історичних документів, що зберігаються у Острозькому та Житомирському музеях, видно, що в далекому минулому Чотирбоки були повністю спалені татаро-монгольськими ордами, від чого жителі змушені були переселитись за два кілометри на захід від попереднього місця проживання. Про це згадується в актах князя Сангушки Яна від 1591 року.
Жителі села брали участь у селянсько-козацькому повстанні 1594—1596 рр. під керівництвом Северина Наливайка.
До 1861 року жителі Чотирбок були кріпаками графа Потоцького, який, за даними статистики 1905 року, мав 1007 гектарів землі. В селі Чотирбоки з 1100 гектарів Потоцькому належало 300 гектарів, попові 60 гектарів, 226 гектарів – одноосібникам, а решта - селянам, частина з яких мала 1-1,5 гектарів на двір, а частина була зовсім безземельною. Всі вони працювали на поміщика, церкву, попа. Хати, яких було 218 були маленькі, криті соломою і всі, без винятку, на земляній долівці. Одяг носили з домотканого полотна та сукна. Взуття виготовляли сільські кустарі, і то не всі його мали. Значна частина селян ходила в личаках. Ні в жодній хаті не було ліжка, шафи, крісла.
У 1906 році село Сульжинської волості Ізяславського повіту Волинської губернії. Відстань від повітового міста 16 верст, від волості 5. Дворів 251, мешканців 1330.
У червні 1907 року в чотирбоківському маєтку графа Потоцького відбувся страйк сільськогосподарських робітників.
1914 року в селі була відкрита одноіменна залізнична станція Чотирбоки.
7 (20) листопада 1917 року, відповідно до Третього Універсалу Української Центральної Ради, увійшло до складу Української Народної Республіки.

## Населення

### Мова
Розподіл населення за рідною мовою за даними перепису 2001 року:
| Мова            | Кількість | Відсоток |
| --------------- | --------- | -------- |
| українська      | 1404      | 97.84%   |
| російська       | 22        | 1.53%    |
| румунська       | 4         | 0.28%    |
| вірменська      | 1         | 0.07%    |
| болгарська      | 1         | 0.07%    |
| інші/не вказали | 3         | 0.21%    |
| Усього          | 1435      | 100%     |

## Відомі люди
Село Чотирбоки — батьківщина олімпійської чемпіонки з фехтування на шаблях Галини Пундик.

## Галерея

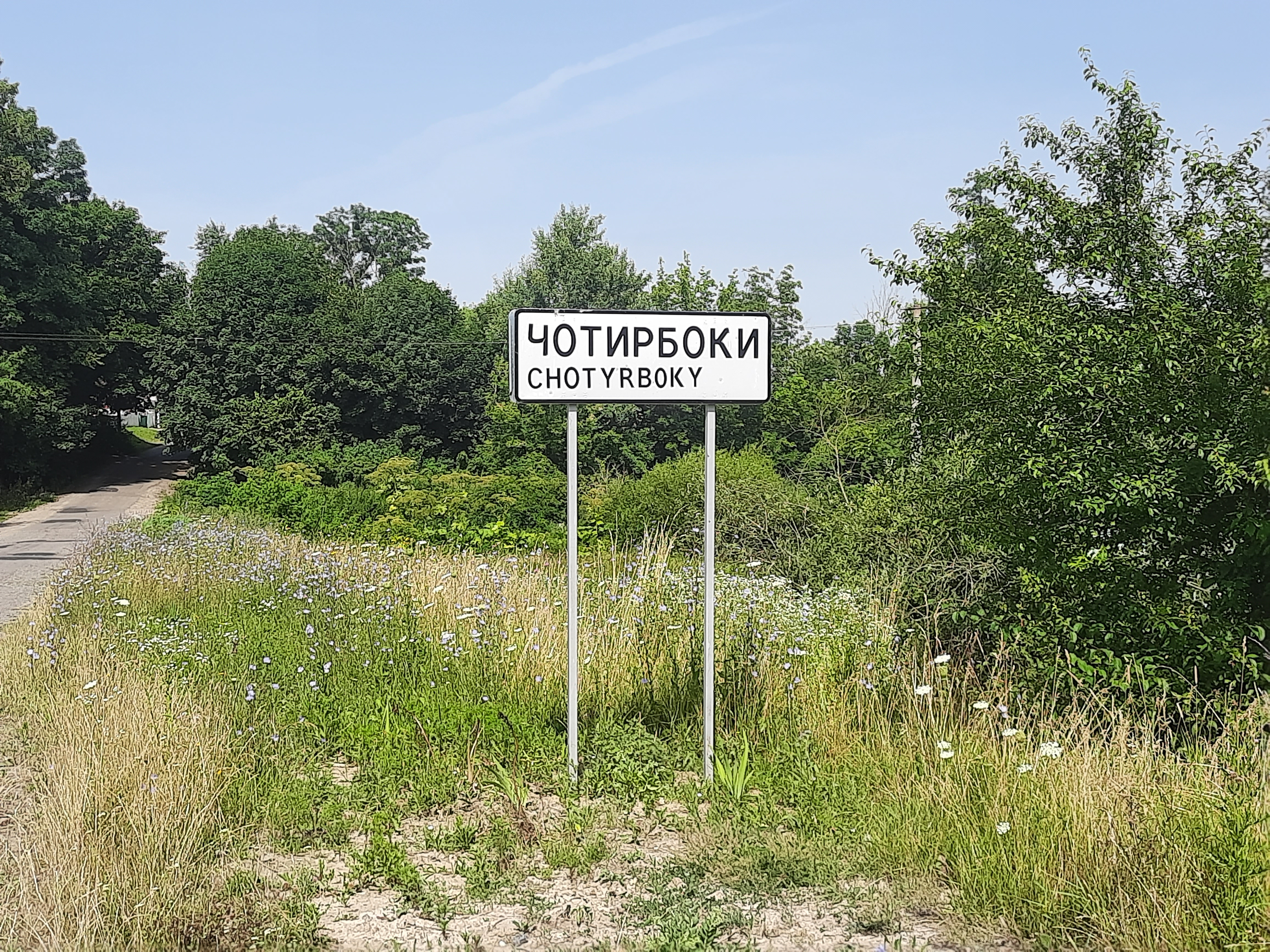
Дорожній знак при в'їзді в село
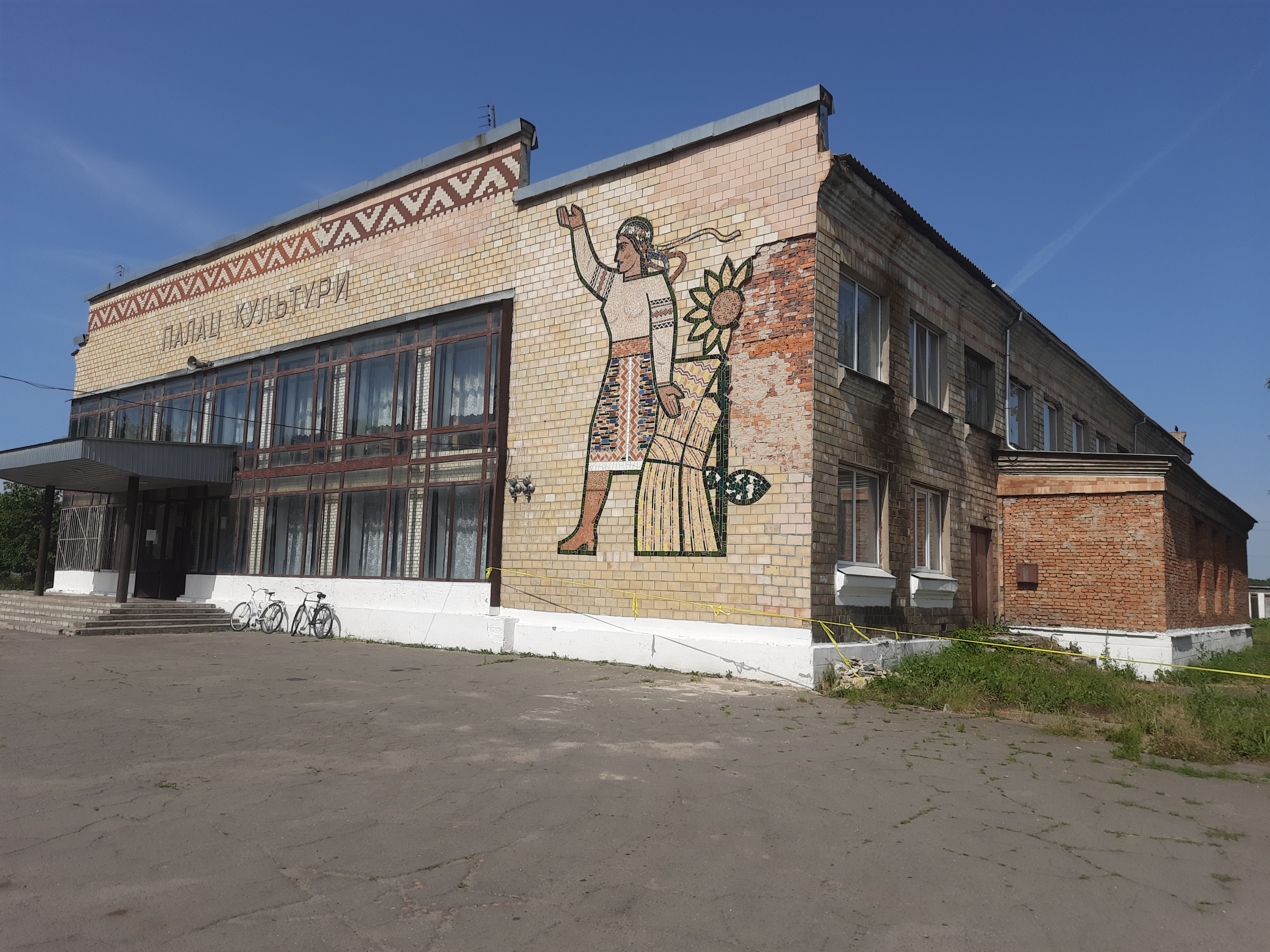
Палац культури
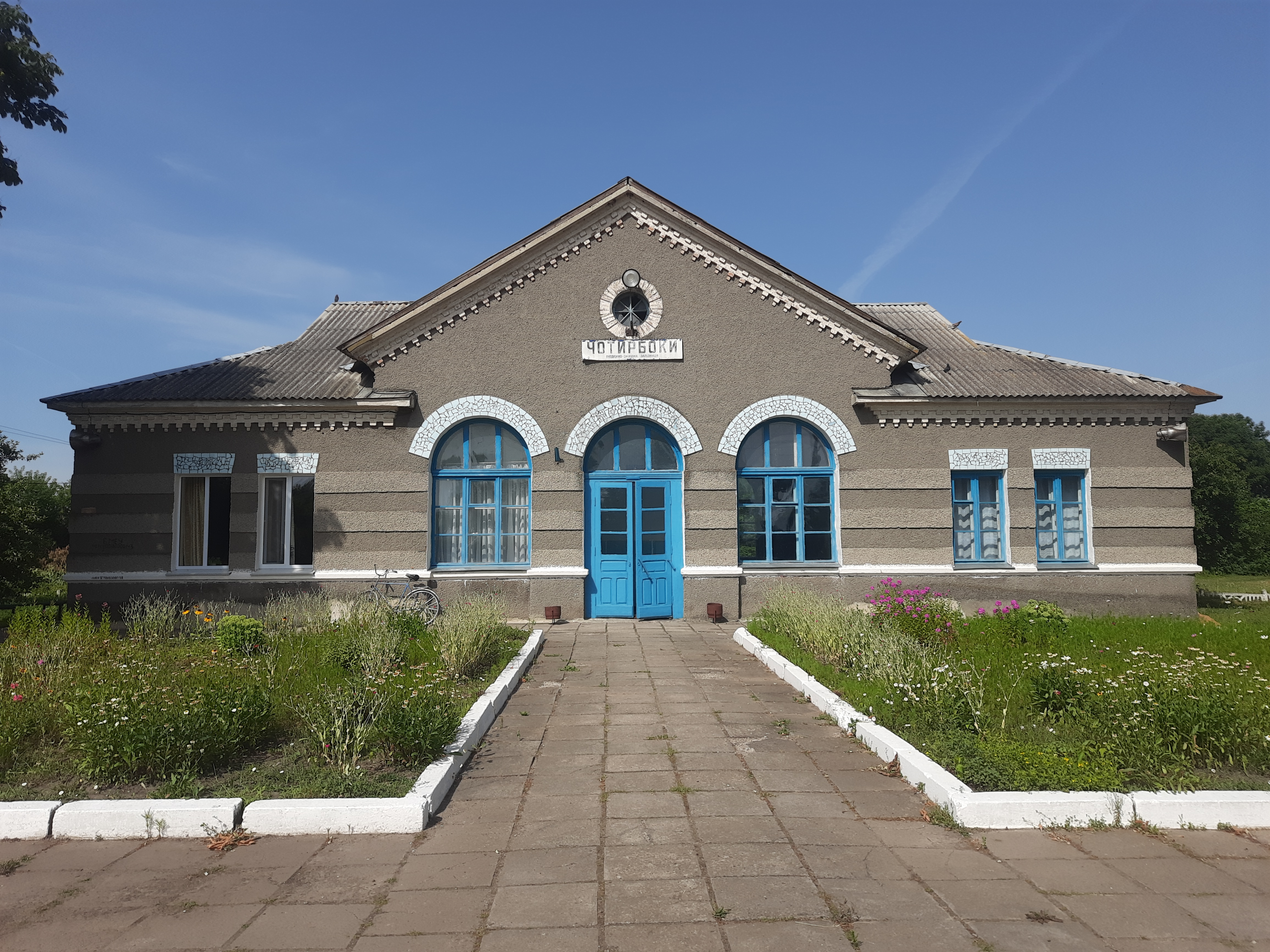
Залізнична станція
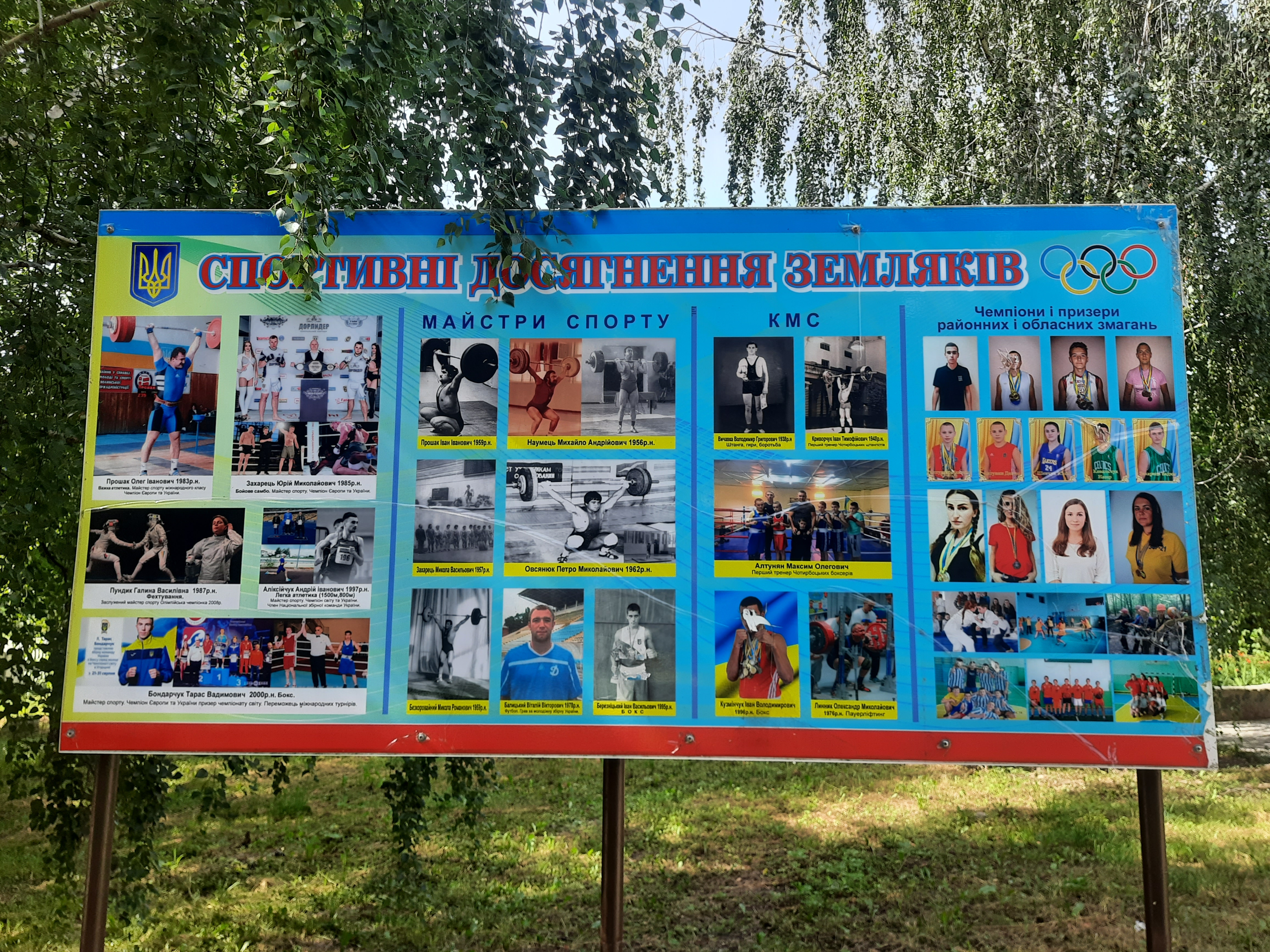
Чотирбоки - село спортивне!
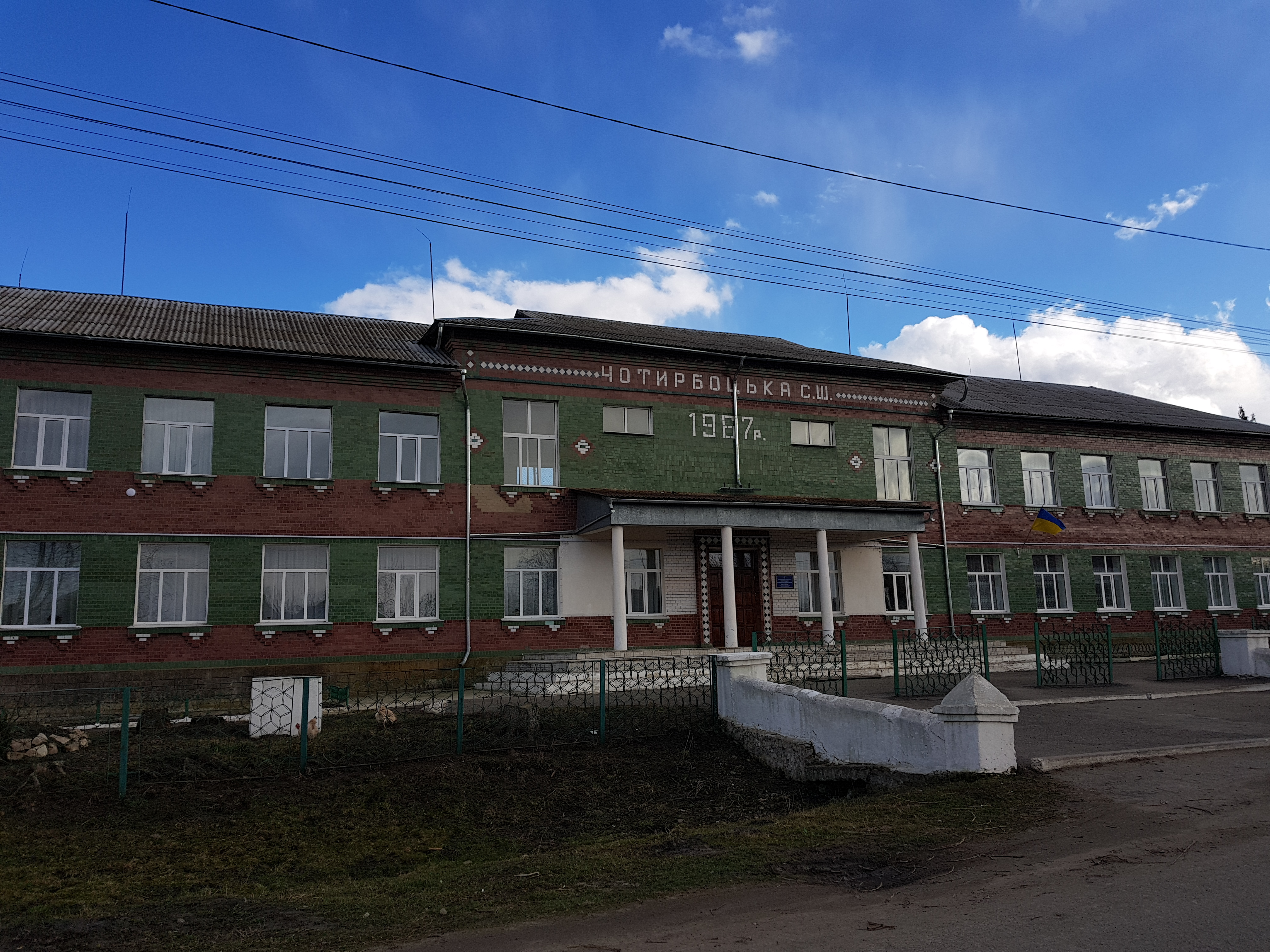
Чотирбоцька школа
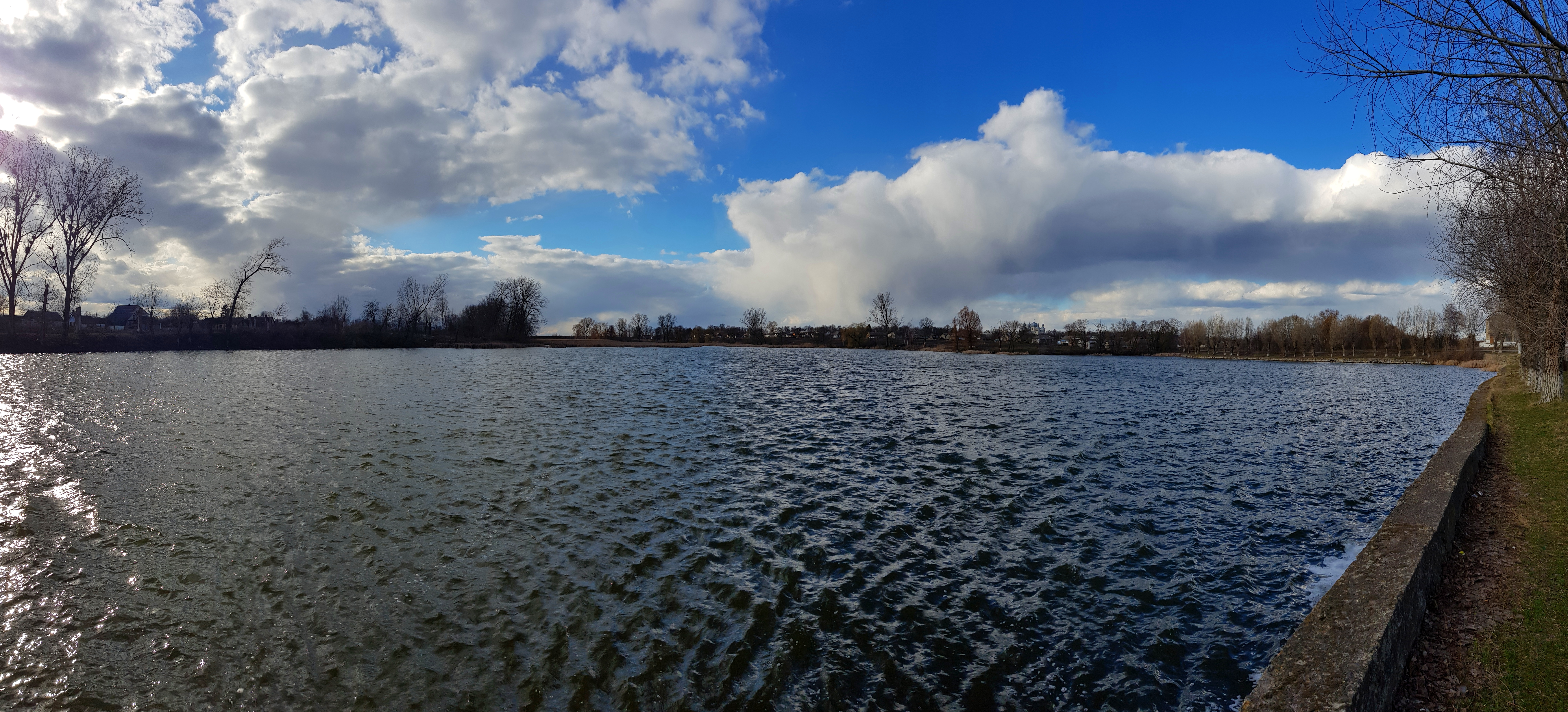
Ставок у селі Чотирбоки
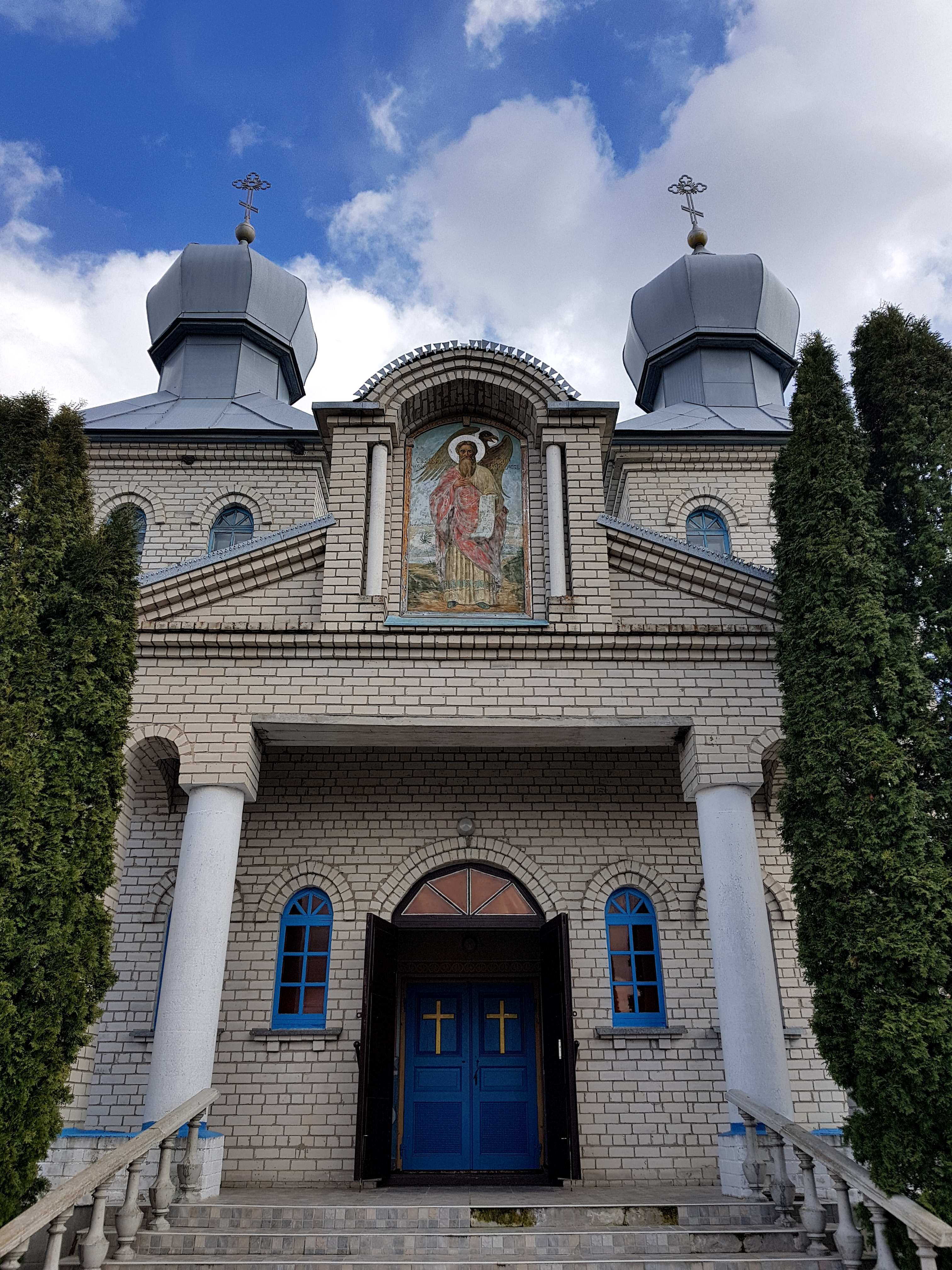
Чотирбоцька церква
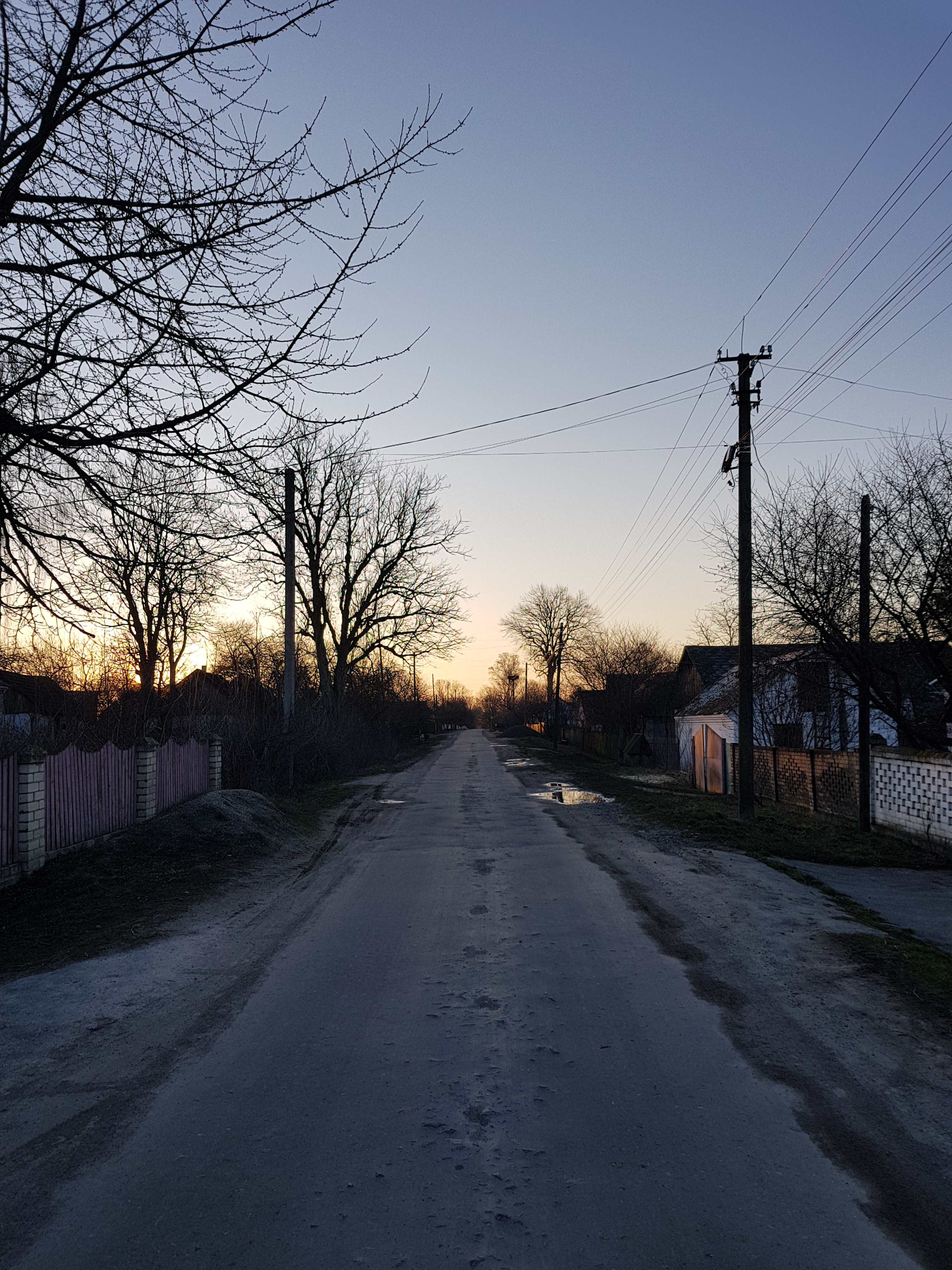
Сільська вулиця
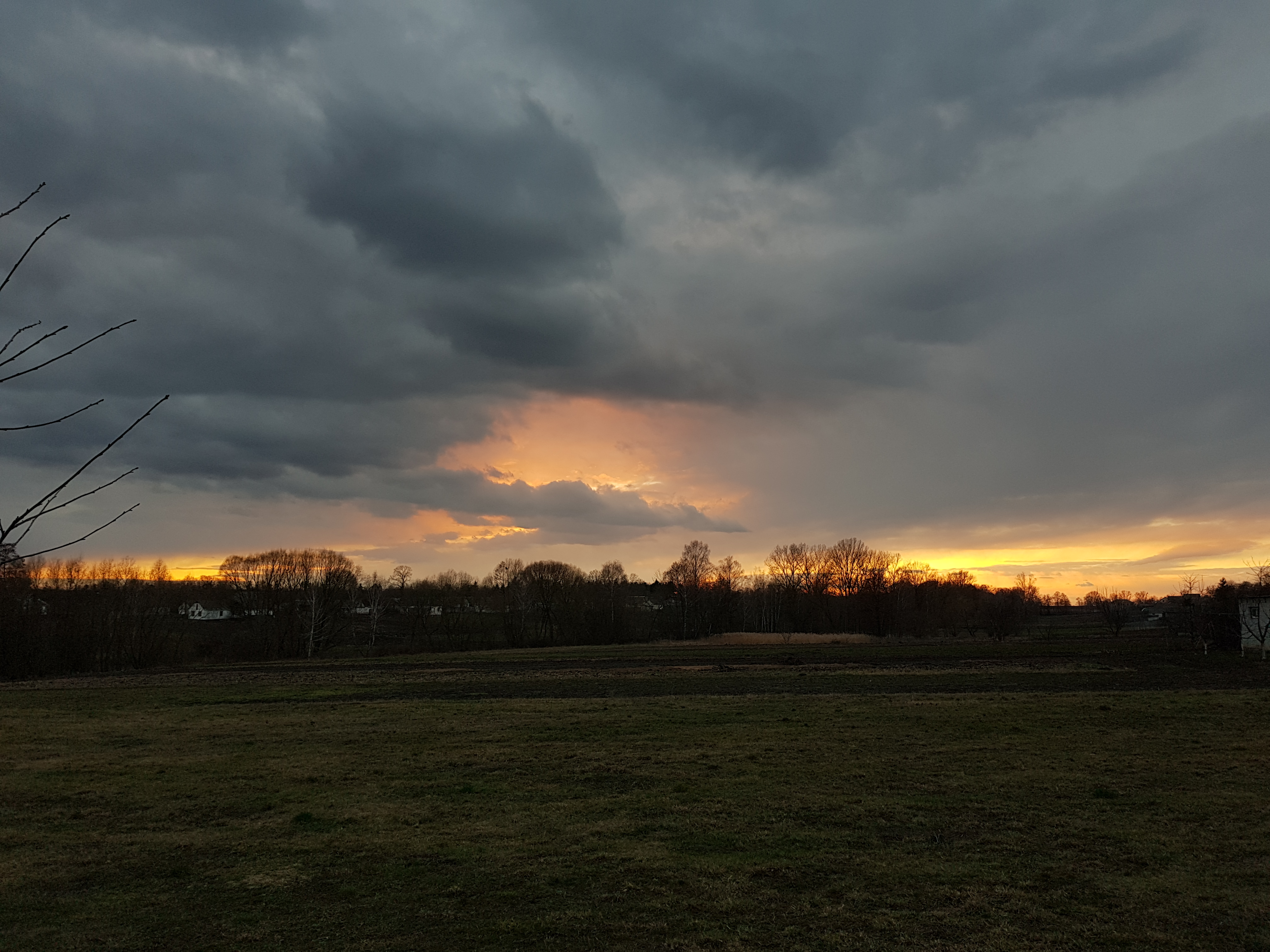
Захід сонця в селі
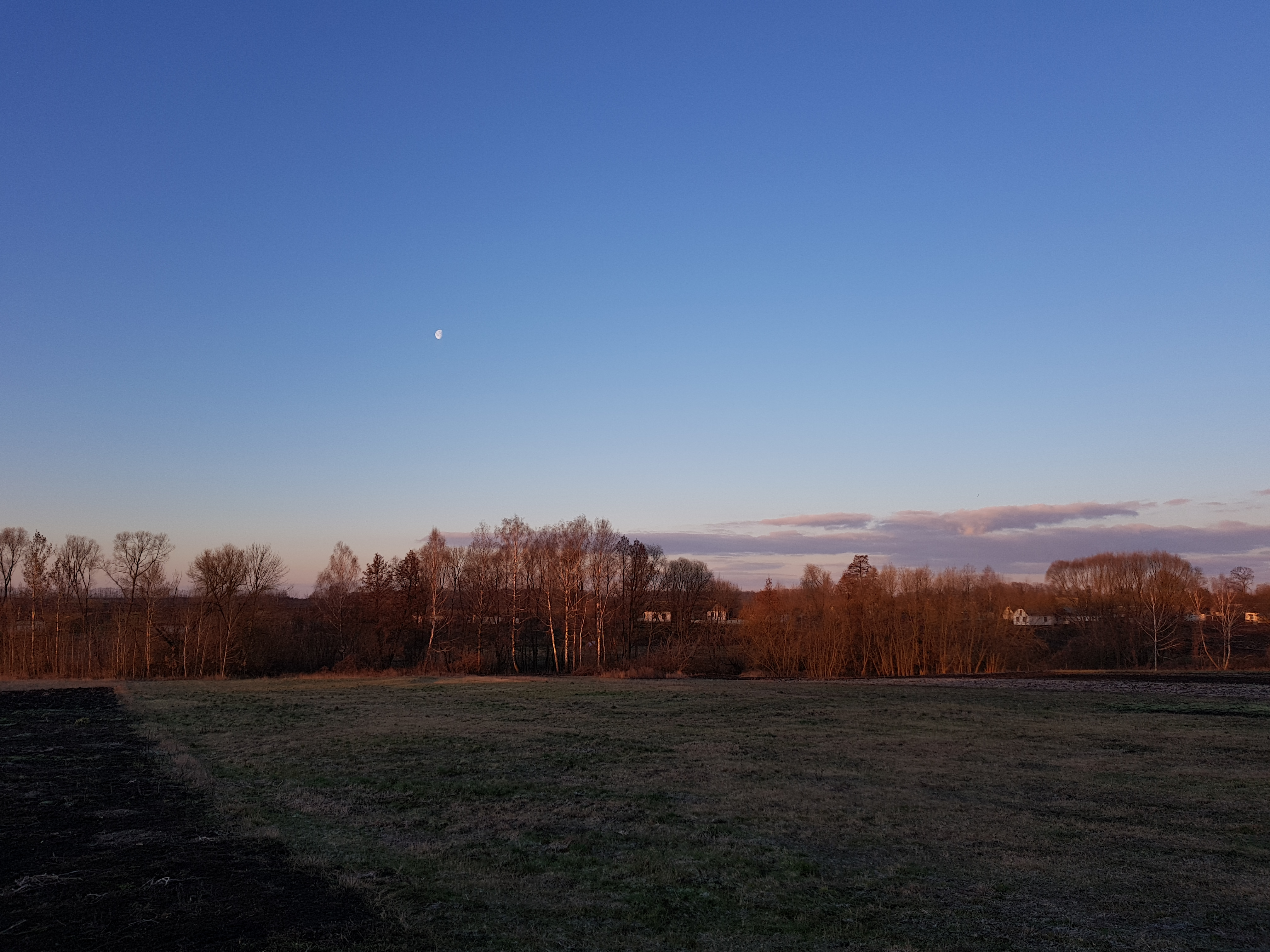
Світанок